# Сент-Лоуренс (Вісконсин)
Сент-Лоуренс (англ. St. Lawrence) — місто (англ. town) в США, в окрузі Вопака штату Вісконсин. Населення — 714 особи (2020).

## Демографія
Згідно з переписом 2010 року, у місті мешкало 710 осіб у 298 домогосподарствах у складі 219 родин. Було 376 помешкань
Расовий склад населення:
| - 99,3 % — білих - 0,3 % — корінних американців - 0,3 % — азіатів |

До двох чи більше рас належало 0,0 %. Частка іспаномовних становила 0,7 % від усіх жителів.
За віковим діапазоном населення розподілялося таким чином: 21,3 % — особи молодші 18 років, 61,5 % — особи у віці 18—64 років, 17,2 % — особи у віці 65 років та старші. Медіана віку мешканця становила 46,5 року. На 100 осіб жіночої статі у місті припадало 109,4 чоловіків;  на 100 жінок у віці від 18 років та старших — 109,4 чоловіків також старших 18 років.
Середній дохід на одне домашнє господарство  становив 61 108 доларів США (медіана — 54 861), а середній дохід на одну сім'ю — 68 157 доларів (медіана — 60 000). Медіана доходів становила 55 000 доларів для чоловіків та 36 250 доларів для жінок. За межею бідності перебувало 10,5 % осіб, у тому числі 24,7 % дітей у віці до 18 років та 6,8 % осіб у віці 65 років та старших.
Цивільне працевлаштоване населення становило 386 осіб. Основні галузі зайнятості: виробництво — 38,3 %, освіта, охорона здоров'я та соціальна допомога — 10,9 %, будівництво — 10,6 %.